# Serafim de Sarov

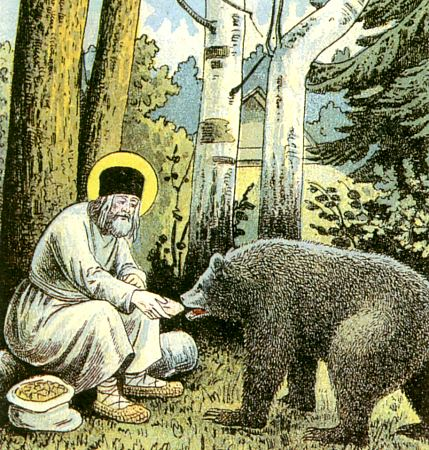
Sfântul Serafim hrăneşte un urs în drum spre Sarov (pictură din 1903)

Sfântul Serafim Sarovski sau Serafim din Sarov (în rusă Серафим Саровский), romanizat Serafim Sarovskiyi), cu numele pre-monahal Prohor Isidorovici Moșnin (în rusă Прохор Иси́дорович Мошнин; n. 19/30 iulie 1754, Kursk, Imperiul Rus – d. 2/14 ianuarie 1833, Sarov, Regiunea Nijni Novgorod, Rusia) a fost un ieromonah al Mănăstirii Sarov. Este unul din cei mai cunoscuți monahi și mistici ai Bisericii Ortodoxe Ruse.

## Viața
Sfântul Serafim de Sarov s-a născut în 1759, în orașul Kursk, dintr-o familie de negustori. A început viața monahală în mănăstirea Sarovului, la vârsta de 19 ani. A fost tuns monah când avea 27 de ani și, curând după aceea, hirotonit diacon.
La 34 de ani a fost hirotonit preot și a fost numit duhovnic al mănăstirii de maici Diveevo. În același timp, a primit și binecuvântarea pentru a începe o viață de pustnic în pădurea ce înconjoară Sarovul. Trăia într-o cabană mică, dăruindu-se în întregime rugăciunii, postului și citirii Scripturii și a scrierilor Sfinților Părinți. Sfântul Serafim obișnuia să meargă la mănăstire duminicile 
pentru a primi Sfânta Împărtășanie; apoi se întorcea în pădure.
În 1825 s-a întors la chilia sa din pădure, unde primea mii de pelerini din întreaga Rusie. Fiindu-i dat darul înainte-vederii, Sfântul Serafim de Sarov, făcătorul de minuni, oferea tuturor mângâiere și povețe. Sfântul Serafim a răposat la 2 ianuarie 1833, îngenuncheat fiind în fața icoanei Născătoarei de Dumnezeu.

## Povețe
“Dobândirea Duhului Sfânt este adevăratul scop al vieții creștine, în timp ce rugăciunea, postul, pomenile și alte fapte bune făcute din dragostea de Hristos, sunt doar mijloace ale dobândirii Duhului Sfânt.”
“Dobândește harul Duhului Sfânt și prin practicarea celorlalte virtuți, de dragul lui Hristos. Fă negoț duhovnicesc cu ele; fă negoț cu acelea care îți aduc profitul cel mai mare. Strânge capital din belșugul harului lui Dumnezeu, adună-l în banca cea veșnică a lui Dumnezeu, care îți va aduce dobânda nematerialnică, nu patru sau șase procente, ci sută la sută pentru o monedă duhovnicească și chiar nesfârșit mai mult decât atât. De pildă, dacă rugăciunea și privegherea îți dau mai mult har de la Dumnezeu, roagă-te și priveghează; dacă postirea îți dă mult din duhul lui Dumnezeu, postește; dacă milostenia îți dă mai mult, fă pomeni. Măsurați fiecare virtute făcută din dragoste pentru Hristos în acest fel.”

## Legături externe
- Despre Serafim din Sarov la enciclopedia OrthodoxWiki
- Sfantul Serafim de Sarov
- Sfantul Serafim de Sarov, 2 ianuarie 2013, CrestinOrtodox.ro
- Sfantul Serafim de Sarov, 19 iulie 2013, CrestinOrtodox.ro
- Cuviosul Parinte Serafim de la Sarov, 24 mai 2012, CrestinOrtodox.ro
- Sfântul Serafim de Sarov, înger pământesc și om ceresc Arhivat în 19 august 2013, la Wayback Machine., 13 mai 2008, Augustin Păunoiu, Ziarul Lumina
- Monahul care a căutat toată viața bucuria Duhului Sfânt Arhivat în 19 august 2013, la Wayback Machine., 19 iulie 2009, Diac. Ioniță Apostolache, Ziarul Lumina

1. ↑  CONOR.SI[*] Verificați valoarea |titlelink= (ajutor)